# Elezioni parlamentari in Ungheria del 1990
Le elezioni parlamentari in Ungheria del 1990 si tennero il 25 marzo (primo turno) e il 9 aprile (secondo turno) per il rinnovo dell'Assemblea nazionale. In seguito all'esito elettorale, József Antall, espressione di Forum Democratico Ungherese, divenne Primo ministro.

## Risultati
| Liste                                                     | Risultati di lista | Risultati di lista | Risultati di lista | Seggi collegi | Seggi nazionali | Seggi totale |
| Liste                                                     | Voti               | %                  | Seggi              | Seggi collegi | Seggi nazionali | Seggi totale |
| --------------------------------------------------------- | ------------------ | ------------------ | ------------------ | ------------- | --------------- | ------------ |
| Forum Democratico Ungherese                               | 1.214.359          | 24,73              | 40                 | 114           | 10              | 164          |
| Alleanza dei Liberi Democratici                           | 1.050.799          | 21,40              | 34                 | 35            | 23              | 92           |
| Partito dei Piccoli Proprietari Indipendenti              | 576.315            | 11,73              | 16                 | 11            | 17              | 44           |
| Partito Socialista Ungherese                              | 535.064            | 10,89              | 14                 | 2             | 18              | 34           |
| Unione Civica Ungherese                                   | 439.649            | 8,95               | 8                  | 1             | 12              | 21           |
| Partito Popolare Cristiano Democratico                    | 317.278            | 6,46               | 8                  | 3             | 10              | 21           |
| Partito Socialista Operaio Ungherese                      | 180.964            | 3,68               | -                  | -             | -               | -            |
| Partito Socialdemocratico d'Ungheria                      | 174.434            | 3,55               | -                  | -             | -               | -            |
| Alleanza Agraria                                          | 154.004            | 3,14               | -                  | 1             | -               | 1            |
| Partito degli Imprenditori                                | 92.689             | 1,89               | -                  | -             | -               | -            |
| Coalizione Elettorale Patriottica                         | 91.922             | 1,87               | -                  | -             | -               | -            |
| Partito Contadino Nazionale                               | 37.047             | 0,75               | -                  | -             | -               | -            |
| Partito Verde di Ungheria                                 | 17.951             | 0,37               | -                  | -             | -               | -            |
| Partito Nazionale dei Piccoli Proprietari e dei Cittadini | 9.944              | 0,20               | -                  | -             | -               | -            |
| Coalizione Cristiana Samogita                             | 5.966              | 0,12               | -                  | -             | -               | -            |
| Partito Cooperativo e Agrario Ungherese                   | 4.945              | 0,10               | -                  | -             | -               | -            |
| Partito Democratico Ungherese Indipendente                | 2.954              | 0,06               | -                  | -             | -               | -            |
| Partito Ungherese della Libertà                           | 2.814              | 0,06               | -                  | -             | -               | -            |
| Partito dell'Indipendenza Ungherese                       | 2.143              | 0,04               | -                  | -             | -               | -            |
| Altri                                                     | -                  | -                  | -                  | 4             | -               | 4            |
| Indipendenti                                              | -                  | -                  | -                  | 5             | -               | 5            |
| Totale                                                    | 4.911.241          |                    | 118                | 176           | 92              | 386          |

- I 4 seggi spettanti ad altri gruppi in sede di collegio uninominale furono così attribuiti:  2 SZDSZ-Fidesz + 1 ASZ-SZFV + 1 KDNP-Fidesz-SZDSZ